# Запсельский сельский совет (Кременчугский район)
Запсельский сельский совет (укр. Запсільська сільська рада) — входит в состав
Кременчугского района
Полтавской области
Украины.
Административный центр сельского совета находится в 
с. Запселье.

## Населённые пункты совета
- с. Запселье
- с. Крамаренки
- с. Степовка